# Buče
Buče (en serbe cyrillique : Буче) est un village du nord-est du Monténégro, dans la municipalité de Berane.

## Démographie

### Évolution historique de la population
| 1948 | 1953 | 1961 | 1971 | 1981 | 1991 | 2003  |
| ---- | ---- | ---- | ---- | ---- | ---- | ----- |
| 792  | 807  | 894  | 956  | 989  | 954  | 1 000 |